# Anthony Stokes
Anthony Stokes (* 25. Juli 1988 in Dublin) ist ein irischer Fußballspieler, der zuletzt beim FC Livingston unter Vertrag stand.

## Karriere
Mit nur 15 Jahren wechselte Stokes vom irischen Klub Shelbourne nach London zur Reservemannschaft von Arsenal. Er debütierte in der ersten Mannschaft, als er im Ligapokal gegen Sunderland am 25. Oktober 2005 in der 88. Minute für Arturo Lupoli eingewechselt wurde. Im Sommer 2006 absolvierte er ein Probetraining bei Sunderland, mit dem Ziel zu den Black cats ausgeliehen zu werden. Der damalige Trainer Niall Quinn entschied sich aufgrund der Kadergröße letztendlich gegen seinen Landsmann. Am 29. August 2006 wurde Stokes von Arsenal bis Jahresende zum schottischen Erstligisten Falkirk ausgeliehen.

### Falkirk
Stokes schoss sein erstes Tor für die Bairns beim 1:0-Sieg in der dritten Ligapokalrunde bei Inverness Caledonian Thistle am 19. September 2006. Am 21. Oktober konnte er zwei weitere Treffer gegen Inverness markieren. Am 28. Oktober 2006 konnte Stokes seinen ersten Hattrick bei Falkirks 5:1 über Dundee United feiern und konnte dies in der nächsten Partie gegen Dunfermline Athletic wiederholen und hatte damit eine Bilanz von neun Toren in nur vier Spielen. Damit war Stokes der erste Spieler in der Geschichte der Scottish Premier League, der in zwei Spielen hintereinander Hattricks erzielen konnte. Dieses Kunststück gelang ihm ein weiteres Mal, wieder gegen Inverness Caledonian Thistle, in seinem letzten Spiel für Falkirk am 30. Dezember beim 3:1-Heimsieg der Bairns.
Am 7. November schoss Stokes den Ausgleichstreffer für Falkirk in der 100. Minute des CIS Insurance Cup gegen Celtic, dass Falkirk letztendlich 5:4 im Elfmeterschießen gewann. Aufgrund seiner anhaltend großartigen Form wurde er zum Young Player of the Month der Monate Oktober und November gewählt.
Bis Ende Dezember 2006 hatte er 16 Treffer in 18 Liga- und Pokalpartien auf seinem Konto verbuchen konnte und so zeigte Ligakonkurrent Celtic Interesse an Stokes.

### Sunderland
Am 8. Januar 2007 beendete Stokes die wochenlangen Spekulationen um seine Zukunft und unterschrieb für eine Ablösesumme von £2 Millionen Pfund bei Sunderland. Celtic und Charlton Athletic hatten ebenfalls großes Interesse am jungen Iren gezeigt, Stokes bekräftigte aber, dass er stark beeinflusst vom Sunderland-Trainer und ehemaligen irischen Nationalspieler Roy Keane war und ist und er den Ausschlag zugunsten der Nordengländer gab. Stokes wurde ursprünglich die Trikotnummer 26 gegeben, nach dem Transfer von Jonathan Stead zu Sheffield United bekam er aber die 9. Am 13. Januar 2007 machte Stokes sein erstes Spiel für Sunderland und gab die Flanke für das spielentscheidende Tor von David Connolly gegen Ipswich Town. Sein erstes Tor für Sunderland erzielte Stokes als Einwechselspieler am 10. Februar 2007 gegen Plymouth Argyle.

### Hibernian
Im August 2009 wurde Stokes’ Wechsel zum schottischen Hauptstadt-Klub Hibernian bekannt gegeben. Bei den Hibs trifft er auf John Hughes, der ihn schon in Falkirk trainierte.

### Celtic FC

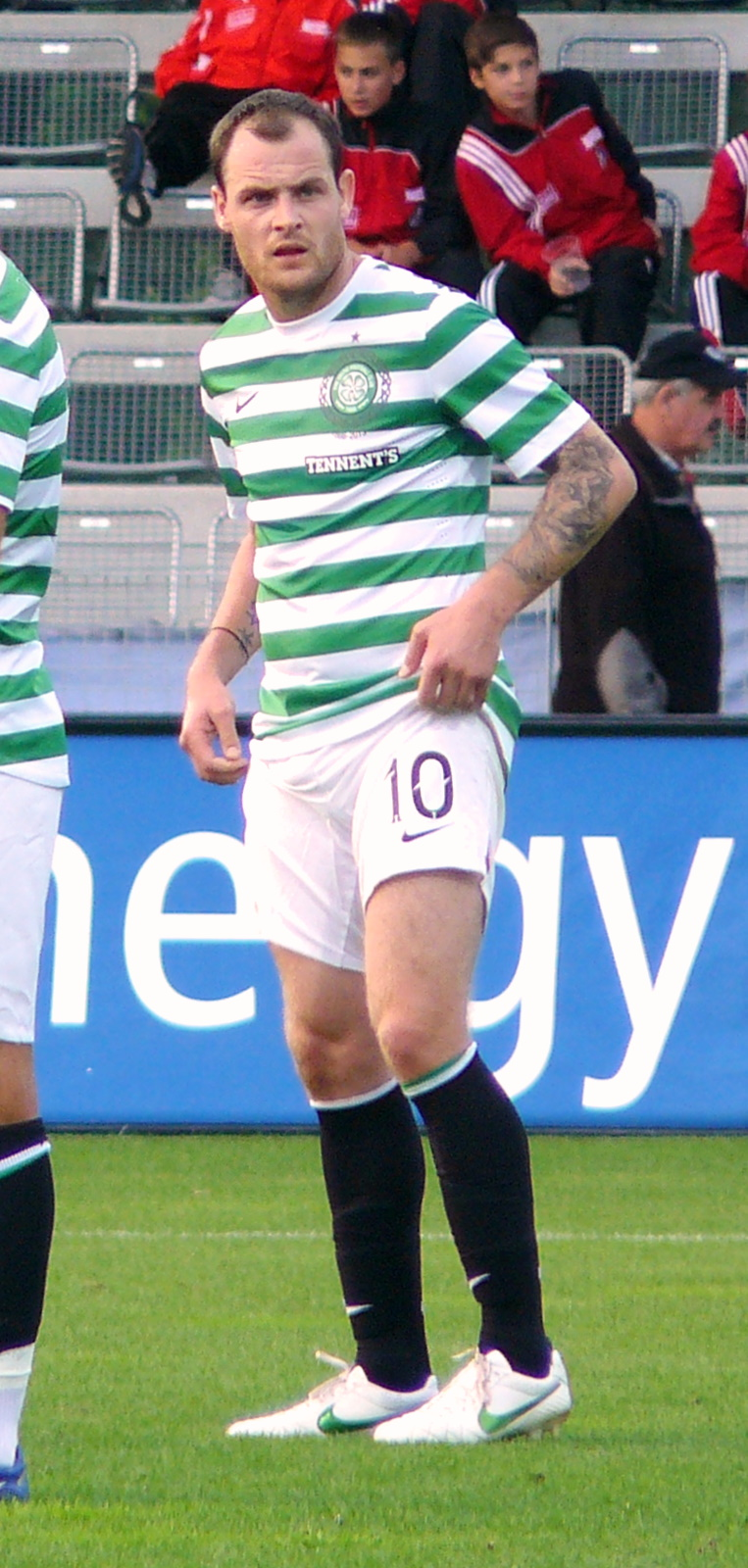
Anthony Stokes (2012)

Zum Beginn der Saison 2010/11 wechselte Stokes für 1,45 Millionen Euro zum schottischen Spitzenclub und Ligakonkurrent Celtic FC. Höhepunkt seines bisherigen Engagements war Stokes’ Hattrick beim historischen 9:0-Erfolg von Celtic über den Aberdeen FC.
Im Januar 2016 wurde er bis zum Ende der Saison an schottischen Zweitligisten Hibernian Edinburgh verliehen. Für die „Hibs“ traf Stokes zweimal im schottischen Pokalfinale gegen die Glasgow Rangers das der Hauptstadtverein am Ende 3:2 gewann. Im Juni 2016 wurde der Vertrag bei Celtic aufgelöst.

### Nationalmannschaft
Stokes bestritt sein erstes Spiel Länderspiel für die irische Nationalmannschaft beim 2:1-Auswärtssieg bei San Marino am 7. Februar 2007, als er eingewechselt wurde.

## Erfolge
mit dem FC Sunderland:
- Football League Championship: 2007

mit Celtic Glasgow:
- Schottischer Meister: 2012, 2013, 2014, 2015
- Schottischer Pokalsieger: 2011, 2013
- Schottischer Ligapokal: 2015

mit Hibernian Edinburgh
- Scottish FA Cup: 2015/16

## Sonstiges
Anthony Stokes wurde mit dem „Irish Examiner National Junior Sports Stars Awards“ 2005 ausgezeichnet. Am 27. Dezember 2009 erzielte Stokes das schnellste Tor in der Geschichte der Scottish Premier League (SPL). Nach nur 12,4 Sekunden traf er zur zwischenzeitlichen Führung bei der 1:4-Niederlage seines Hibernian FC gegen den Rangers FC. Kurz darauf wurde Stokes als „Young Player of the Month for December 2009“ in der SPL ausgezeichnet. In diesem Monat erzielte Stokes in vier Spielen insgesamt sechs Treffer.
In den frühen Morgenstunden des 6. Januar 2023 wurde Stokes wegen gefährlichen Eingriffs in den Straßenverkehr nach einer Verfolgungsjagd durch Dublin festgenommen. Zudem wurde eine Menge Drogen, u. a. offenbar Kokain im Wert von ca. 4500 Euro, im Fahrzeug sichergestellt. Stokes wurde zunächst nach einer Kautionszahlung auf freien Fuß gesetzt.